# وزارة الأوقاف والشؤون الإسلامية (الكويت)
وزارة الأوقاف والشؤون الإسلامية الكويتية هي الجهة المسؤولة عن الشؤون الإسلامية في الكويت مثل بناء المساجد والدعوة إلى الإسلام وتطوير المناهج الدينية وغيرها.

## عمل الوزارة
تتولى الوزارة كافة الشؤون الدينية في الكويت، بما في ذلك تنظيم جميع دور العبادة في البلاد، والإشراف على الجماعات والأنشطة الدينيَّة، وإصدار الفتاوى من خلال لجنة الفتوى التابعة لها، وتنظيم الحج السنوي للكويتيين والمُقيمين. وتتولى لجنة رؤية الهلال التابعة للوزارة تحديد مواعيد الأعياد الإسلامية مثل عيد الفطر.
تعمل الوزارة بنشاط على تعزيز التسامح والاعتدال في العقيدة الإسلامية من خلال تطوير أساليب الدعوة بالمساجد والعناية بها. كما تشجع على حفظ القرآن وتلاوته من خلال تخصيص مراكز تحفيظ القُرآن. وتقوم بتمويل بناء المساجد داخل الكويت وخارجها. تضم الوزارة صندوق الزكاة الذي يقوم بجمع زكاة الفطر. لجنة التعريف بالإسلام هي أحد أقسام وزارة الأوقاف والشؤون الإسلامية التي تقوم بالدعوة إلى الإسلام للسجناء غير المسلمين والعمال الأجانب.
تمول وزارة الأوقاف والشؤون الإسلامية الكويتية مجموعة متنوعة من الأنشطة الأخرى، بما في ذلك تعزيز العلوم والتكنولوجيا الإسلامية، والمساعدات الإنسانية نتيجة الكوارث الطبيعية في جميع أنحاء العالم، ومركز الكويت للفنون الإسلامية.

## التاريخ
- في عامي 2005 و2006 موّلت الوزارة دراسات حول تصورات الغرب للإسلام وتصورات المسلمين للثقافة الغربية؛[18][19] سعياً منها لتحسين العلاقات بين الثقافات.[20]
- في عامي 2008 و2009، رعت الوزارة تطوير خطة عمل إسلامية مدتها سبع سنوات بشأن تغير المناخ.[21]
- منذ عام 2015 سعت الوزارة إلى تعزيز مفهوم الإسلام المعتدل ضد التطرف.[22]
- في عام 2015، قامت الوزارة بتطهير موظفيها من أعضاء جماعة الإخوان المسلمين.[23]
- في عام 2016 أصدرت الوزارة قرارًا إداريًا يحد من تعيين الأجانب في الوظائف الحكومية في الكويت،[24] وكان عدد الوافدين العاملين في زوارة الأوقاف والشؤون الإسلامية 4028 وافدًا.[25]
- في عام 2017 سرّحت الوزارة 2032 موظفًا بهدف خفض نفقاتها، وكان لهذه الإجراء أثرٌ على مكتب وكيل الوزارة المساعد لشؤون القرآن الكريم والدراسات الإسلامية، الذي فقد الغالبية العظمى من موظفيه.[26]
- في عام 2018 غيرت الوزارة سياساتها للسماح للنساء بتولي المناصب العليا.[27]
- في عام 2020 اتهم وزير النفط الكويتي السابق علي أحمد البغلي وزارة الشؤون الإسلامية بالإنفاق المفرط في ميزانيتها للسنة المالية 2020/2021، عازيًا الإنفاق إلى المحسوبية.[28]

## الغايات الاستراتيجية
- زيادة الإقبال على حفظ القرآن ومدارسة علومه.
- تعزيز التوجيه الثقافي المرتبط بالقيم الإسلامية والسنة النبوية في المجتمع.
- تعزيز مرجعية الفتوى على المستويين الرسمي والشعبي.
- تطوير أساليب الدعوة بالمساجد والعناية بها.
- تعزيز جودة الموارد البشرية والاستفادة المثلى منها وإعداد قيادات متميزة.
- التطبيق الفعال لتكنولوجيا المعلومات وضمان التوزيع المالي لدعم أهداف وأنشطة الوزارة.
- الشراكة والتواصل مع القطاعات المعنية بالشأن الإسلامي محلياً ودولياً.
- المحافظة على ثقة ورضا المتعاملين بتقديم خدمات متميزة.
- تشجيع الإبداع والاقتراحات لضمان التحسين المستمر للعمليات.[29]

## المبادئ
- الالتزام بالخطة الإستراتيجية للوزارة من الخطة الإنمائية لدولة الكويت بتحويل الكويت إلى مركز مالي وتجاري وفق أهداف إستراتيجية للتنمية طويلة الأجل حتى عام 2035.
- الالتزام بنشر الدعوة الإسلامية باستخدام أفضل الوسائل والأدوات سعيا لتحقيق المستوى الريادي في العمل الإسلامي والدعوي.
- توثيق الروابط مع الدول والمنظمات الإسلامية والعالمية، وتنظيم والمشاركة في المؤتمرات الإسلامية المحلية والدولية.
- الالتزام والتوجه بالجودة لكافة المتحصلات التي تنتجها الوزارة من قطاعاتها المختلفة استرشاداً بالمواصفات والمرجعيات العالمية.
- الالتزام بخضوع الخطة الإستراتيجية والأنشطة والعمليات كافة للمراجعة والقياس والتقييم والتطوير المستمر.
- مواكبة التقدم والتطور العالمي في الوسائل والتقنيات والتكنولوجيا التطبيقية.
- دعم وتشجيع التميز والإبداع في مختلف أنشطة ومجالات عمل الوزارة، وتشجيع المبادرات التطويرية التي تقوم بها القطاعات والإدارات والأقسام والمراكز.
- الالتزام بتهيئة المناخ القرآني من خلال أنشطة الوزارة وتوجيهها لجميع شرائح المجتمع ودعم وتعزيز الروح الوطنية وإشاعة التسامح ونبذ الخلاف بين جميع الفئات.[29]

## الوزراء
| الوزير              | الفترة                            | المصدر |
| ------------------- | --------------------------------- | ------ |
| يوسف الحجي          | 1976م - 1981م                     | [ 30 ] |
| يعقوب الصانع        | 2014م - 2016                      | [ 31 ] |
| محمد الجبري         | 10 ديسمبر 2016 - 11 ديسمبر 2016م  |        |
| فهد العفاسي         | 11 ديسمبر 2016م - 24 ديسمبر 2018م |        |
| فهد الشعلة          | 24 ديسمبر 2018م – 24 ديسمبر 2019م | [ 32 ] |
| فهد العفاسي         | 19 ديسمبر 2019م – 2 مارس 2021م    |        |
| محمد إبراهيم الوسمي | 21 مايو 2024م - إلى الآن          | [ 33 ] |